# Castillo de Slane

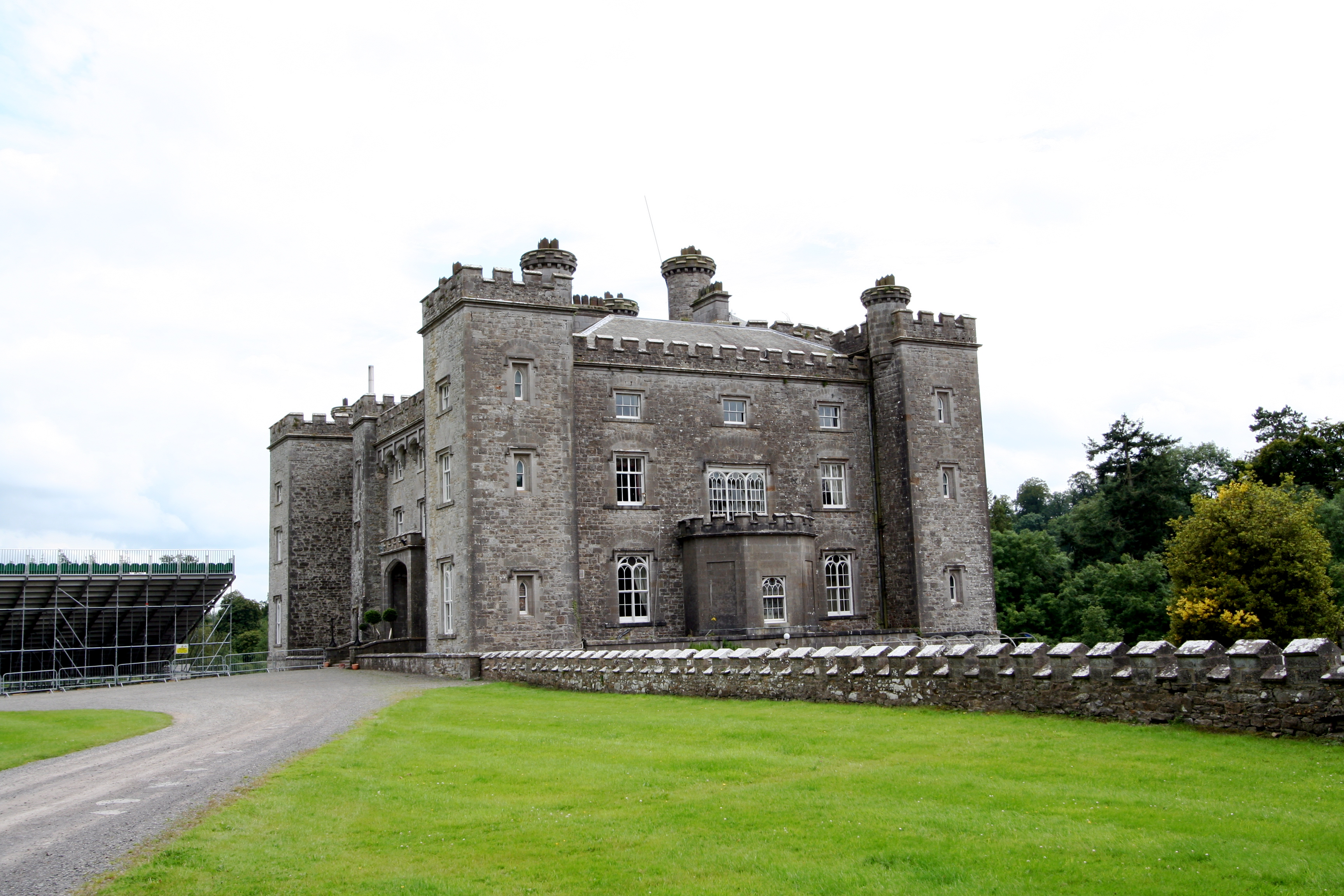
Castillo de Slane.

El castillo de Slane está ubicado en el pueblo de Slane en Irlanda. Su construcción data de 1785 y es conocido porque haber albergado numerosos conciertos.

## Historia
En el lado oriental del dominio, directamente entre el río Boyne y la iglesia protestante del pueblo, se encuentran las ruinas de la ermita de St. Erc, una capilla de varios pisos del siglo XV. A unos 500 metros al oeste de St. Erc se puede ver un antiguo pozo. En uno de los textos centrales de la mitología irlandesa, el Cath Maige Tuireadh, se dice que este pozo fue bendecido por el dios Dian Cecht para que los Tuatha Dé Danann pudieran bañarse en él y curarse, pues sus aguas supuestamente curaban todas las heridas mortales excepto la decapitación. Sin embargo, con la llegada del cristianismo a Irlanda y la política de reinterpretación cristiana de los sitios tradicionalmente paganos, pasó a ser conocido como el Pozo de Nuestra Señora.
Antes del derrocamiento de la Casa de Estuardo en 1688, el castillo de Slane había estado en posesión de los Fleming, hiberno-normandos que se habían alineado con los jacobitas en la Guerra de la Gran Alianza y, por lo tanto, después de la victoria de Guillermo III de Inglaterra, su propiedad fue confiscada. Christopher, decimoséptimo barón de Slane (1669 - 14 de julio de 1726; nombrado primer vizconde de Longford por la reina Ana en 1713), fue el último señor de Slane perteneciente a la familia Fleming.
Con vistas al río Boyne, a pocos kilómetros río arriba de Newgrange, en el emplazamiento de la famosa Batalla del Boyne, el Castillo de Slane en su forma actual fue construido bajo la dirección de William Burton Conyngham, junto con su sobrino, el primer marqués de Conyngham. La reconstrucción data de 1785 y es principalmente obra de James Gandon, James Wyatt y Francis Johnston. Francis Johnston también fue el arquitecto responsable de las puertas góticas de Mill Hill, ubicadas al este del castillo.
Los Conyngham eran una familia protestante escocesa, que se había establecido en Irlanda, en el condado de Donegal, en 1611, durante la época de las colonizaciones de Irlanda. De este modo, la familia se aseguró el control de las tierras alrededor del pueblo de Tamhnach an tSalainn, cerca de la ciudad de Donegal, en el sur del condado de Donegal. Al mismo tiempo, el entonces cabeza de familia, Charles Conyngham, rebautizó el pueblo en su propio honor, pasando a llamarse Mountcharles (pronunciado localmente en el sur de Donegal como 'Mount-char-liss'). La familia también controlaba un extenso dominio en la parte occidental de Donegal, especialmente en el distrito de The Rosses. Por consiguiente, la asociación entre los Conyngham, escoceses del Úlster, y el dominio de Slane, en el condado de Meath, se remonta a más de tres siglos, desde que la familia tomó la propiedad después de las confiscaciones guillermitas de 1701. Por esa época, la familia trasladó su principal sede ancestral al sur de Condado de Donegal, en el oeste de Ulster, hasta Slane.
El actual propietario del castillo es Henry Conyngham, el octavo marqués de Conyngham; el hijo mayor de Lord Conyngham es Alex, conde de Mount Charles.
En 1984, la banda irlandesa U2 se instaló en el castillo para escribir y grabar su álbum The Unforgettable Fire.
En 1991, un incendio en el castillo causó grandes daños al edificio y destruyó por completo la sección oriental que da al río Boyne. El castillo reabrió sus puertas en 2001, tras la finalización de un programa de restauración de diez años.
En 2003, se encontró un cañón asociado con el castillo en el cercano río Boyne.

## Conciertos
Desde 1981 se suelen realizar conciertos en un anfiteatro natural que forman los jardines del castillo, con una capacidad para 100.000 personas. Cada año distintos artistas realizan conciertos. Entre los artistas más importantes que se han presentado allí se encuentran: Queen, Thin Lizzy, The Rolling Stones, Bob Dylan, Bruce Springsteen, David Bowie, Guns N' Roses, Neil Young, R.E.M., The Verve, Robbie Williams, Bryan Adams, U2, Stereophonics, Red Hot Chili Peppers, Madonna, Oasis, Bon Jovi, Celtic Woman, Ghost, Foo Fighters Metallica y recientemente  Harry Styles .
Algunas de estas bandas también han realizado un DVD en vivo filmado en el parque del castillo, U2 lo hizo en 2001, Red Hot Chili Peppers en 2003 y Celtic Woman en 2006. La banda irlandesa U2 también grabó parte de su cuarto álbum de estudio, The Unforgettable Fire, en el propio castillo, el cual aparece en su portada, además de en el vídeo de la canción Pride (In the Name of Love).